# NGC 3348
NGC 3348 је елиптична галаксија у сазвежђу Велики медвед која се налази на NGC листи објеката дубоког неба.
Деклинација објекта је + 72° 50' 20" а ректасцензија 10h 47m 10,0s. Привидна величина (магнитуда) објекта NGC 3348 износи 11,1 а фотографска магнитуда 12,1. Налази се на удаљености од 32,215 милиона парсека од Сунца. NGC 3348 је још познат и под ознакама UGC 5875, MCG 12-10-77, CGCG 333-54, PGC 32216.